# Uvaria klaineana
Uvaria klaineana este o specie de plante angiosperme din genul Uvaria, familia Annonaceae, descrisă de Adolf Engler și Friedrich Ludwig Diels. Conform Catalogue of Life specia Uvaria klaineana nu are subspecii cunoscute.